# Filoboletus
Filoboletus is een geslacht van schimmels behorend tot de familie Mycenaceae. De typesoort is Filoboletus mycenoides.

## Soorten
Volgens Index Fungorum telt dit geslacht 16 soorten (peildatum oktober 2022):
| Soortnaam                 | Auteur(s)                  | Publicatiejaar |
| ------------------------- | -------------------------- | -------------- |
| Filoboletus brevisporus   | Maas Geest.                | 1992           |
| Filoboletus clypeatus     | (Pat.) Singer              | 1982           |
| Filoboletus conus         | Maas Geest. & E. Horak     | 1995           |
| Filoboletus elegans       | Maas Geest. & E. Horak     | 1995           |
| Filoboletus gracilis      | (Klotzsch ex Berk.) Singer | 1945           |
| Filoboletus hanedae       | (Kobayasi) Hongo           | 1955           |
| Filoboletus lachiwalensis | Maas Geest.                | 1992           |
| Filoboletus luteus        | (Overeem) Singer           | 1945           |
| Filoboletus manipularis   | (Berk.) Singer             | 1945           |
| Filoboletus mycenoides    | Henn.                      | 1899           |
| Filoboletus pallescens    | (Boedijn) Maas Geest.      | 1992           |
| Filoboletus polyporus     | Maas Geest. & E. Horak     | 1995           |
| Filoboletus propullulans  | Lib.-Barnes                | 1979           |
| Filoboletus pustulosus    | Maas Geest. & E. Horak     | 1995           |
| Filoboletus verruculosus  | P.G. Liu                   | 1994           |
| Filoboletus yunnanensis   | P.G. Liu                   | 1994           |